# سارالند (آلاباما)
سارالند (به انگلیسی: Saraland) یک شهر در ایالات متحده آمریکا است که در شهرستان موبایل، آلاباما واقع شده‌است. سارالند ۷۴٫۰۶ کیلومتر مربع مساحت و ۱۳٬۴۰۵ نفر جمعیت دارد و ۴ متر بالاتر از سطح دریا واقع شده‌است.